# Hypselothyrea tuberofacies
Hypselothyrea tuberofacies är en tvåvingeart som beskrevs av Toyohi Okada 1980. Hypselothyrea tuberofacies ingår i släktet Hypselothyrea och familjen daggflugor.
Artens utbredningsområde är Filippinerna. Inga underarter finns listade i Catalogue of Life.